# Championnats d'Europe de beach-volley 2021
Navigation
Jurmala 2020 Munich 2022
Les Championnats d'Europe de beach-volley 2021, vingt-neuvième édition des Championnats d'Europe de beach-volley, ont lieu du 11 au 15 août 2021 à Vienne, en Autriche.

## Médaillés
| Épreuve   | Or                                  | Argent                                   | Bronze                              |
| --------- | ----------------------------------- | ---------------------------------------- | ----------------------------------- |
| Messieurs | Norvège Anders Mol Christian Sørum  | Pays-Bas Stefan Boermans Yorick de Groot | Pologne Piotr Kantor Bartosz Łosiak |
| Dames     | Suisse Nina Betschart Tanja Hüberli | Pays-Bas Katja Stam Raïsa Schoon         | Allemagne Karla Borger Julia Sude   |